# Troisième circonscription de Corse
La Troisième circonscription de Corse est l'une des trois circonscriptions législatives françaises que comptait le département de Corse avant sa sub-division en deux départements en 1976.

## Description géographique et démographique
La troisième circonscription de Corse, déterminée dans le Journal Officiel du 14 octobre 1958, était composée des cantons suivants :
- canton de Bonifacio
- canton de Calacuccia
- canton de Castifao
- canton de Corte
- canton de Levie
- canton de Moïta
- canton de Morosaglia
- canton d'Olmeto
- canton d'Omessa
- canton de Petreto-Bicchisano
- canton de Piedicorte-di-Gaggio
- canton de Piedicroce
- canton de Pietra-di-Verde
- canton de Porto-Vecchio
- canton de Prunelli-di-Fiumorbo
- canton de San-Lorenzo
- canton de Santa-Lucia-di-Tallano
- canton de Sartène
- canton de Sermano
- canton de Serra-di-Scopamène
- canton de Valle-d'Alesani
- canton de Venaco
- canton de Venaco

## Historique des députations
| Législature | Début de mandat | Fin de mandat  | Député                   | Parti politique | Observations                                                                             |
| ----------- | --------------- | -------------- | ------------------------ | --------------- | ---------------------------------------------------------------------------------------- |
| Ire         | 9 décembre 1958 | 9 octobre 1962 | Marcel Sammarcelli       | UNR             | Mandat écourté à la suite d'une dissolution parlementaire décidée par Charles de Gaulle. |
| IIe         | 6 décembre 1962 | 2 avril 1967   | Jean-Paul de Rocca Serra | UNR-UDT         |                                                                                          |
| IIIe        | 3 avril 1967    | 30 mai 1968    | Jean-Paul de Rocca Serra | UD-Ve           | Mandat écourté à la suite d'une dissolution parlementaire décidée par Charles de Gaulle. |
| IVe         | 11 juillet 1968 | 1er avril 1973 | Jean-Paul de Rocca Serra | UDR             |                                                                                          |
| Ve          | 2 avril 1973    | 2 avril 1978   | Jean-Paul de Rocca Serra | UDR             |                                                                                          |

## Historique des élections

### Élections de 1958
| Candidat       | Candidat                 | Parti          | Premier tour | Premier tour | Second tour | Second tour |  |
| Candidat       | Candidat                 | Parti          | Voix         | %            | Voix        | %           |  |
| -------------- | ------------------------ | -------------- | ------------ | ------------ | ----------- | ----------- |  |
|                | Jean-Paul de Rocca Serra | Radcent        | 11 753       | 34,85        | 15 907      | 41,89       |  |
|                | François Giacobbi        | Radsoc         | 9 717        | 28,81        | 78          | 0,21        |  |
|                | Marcel Sammarcelli élu   | UNR            | 7 052        | 20,91        | 19 450      | 51,23       |  |
|                | Paul Bungelmi            | PCF            | 2 858        | 8,47         | 2 534       | 6,67        |  |
|                | Don Mathieu Tramoni      | Rad-ind        | 1 448        | 4,29         |             |             |  |
|                | Joseph Ferracci          | Modérés        | 896          | 2,66         |             |             |  |
|                |                          |                |              |              |             |             |  |
| Inscrits       | Inscrits                 | Inscrits       | 60 207       | 100,00       | 60 135      | 100,00      |  |
| Abstentions    | Abstentions              | Abstentions    | 26 304       | 43,69        | 22 026      | 36,63       |  |
| Votants        | Votants                  | Votants        | 33 903       | 56,31        | 38 109      | 63,37       |  |
| Blancs et nuls | Blancs et nuls           | Blancs et nuls | 179          | 0,53         | 140         | 0,37        |  |
| Exprimés       | Exprimés                 | Exprimés       | 33 724       | 99,47        | 37 969      | 99,63       |  |

Le suppléant de Marcel Sammarcelli était François Zuccarelli, docteur en médecine, conseiller municipal de Corte.

### Élections de 1962
| Candidat       | Candidat                     | Parti          | Premier tour | Premier tour | Second tour | Second tour |  |
| Candidat       | Candidat                     | Parti          | Voix         | %            | Voix        | %           |  |
| -------------- | ---------------------------- | -------------- | ------------ | ------------ | ----------- | ----------- |  |
|                | Jean-Paul de Rocca Serra élu | Radcent        | 17 933       | 45,5         | 23 427      | 51,49       |  |
|                | Raoul Maymard                | Radsoc         | 14 812       | 37,58        | 22 072      | 48,51       |  |
|                | Paul Bungelmi                | PCF            | 2 510        | 6,37         | Retrait     | Retrait     |  |
|                | Joseph Cantara               | UNR-UDT        | 2 181        | 5,53         | Retrait     | Retrait     |  |
|                | Jean-Charles Colonna         | Modérés        | 1 980        | 5,02         | Retrait     | Retrait     |  |
|                |                              |                |              |              |             |             |  |
| Inscrits       | Inscrits                     | Inscrits       | 63 294       | 100,00       | 62 546      | 100,00      |  |
| Abstentions    | Abstentions                  | Abstentions    | 23 711       | 37,46        | 16 710      | 26,72       |  |
| Votants        | Votants                      | Votants        | 39 583       | 62,54        | 45 836      | 73,28       |  |
| Blancs et nuls | Blancs et nuls               | Blancs et nuls | 167          | 0,42         | 337         | 0,74        |  |
| Exprimés       | Exprimés                     | Exprimés       | 39 416       | 99,58        | 45 499      | 99,26       |  |

François Géronimi, docteur en médecine, maire de Calacuccia, était suppléant de Jean-Paul de Rocca Serra.
En raison d'une communication tardive au préfet des procès-verbaux de plusieurs communes, le Conseil constitutionnel indique que le contrôle des documents n'est plus possible et annule le scrutin.

### Élections de 1963
Une élection partielle est organisée.
| | Jean-Paul de Rocca Serra sortant réélu | Divers droite             | 21 275 | 53,66  |  |  |  |
| | Prosper Alfonsi                        | Radsoc                    | 11 315 | 28,54  |  |  |  |
| | Antoine Pagni                          | Divers gauche             | 3 124  | 7,88   |  |  |  |
| | Paul Bungelmi                          | PCF                       | 2 478  | 6,25   |  |  |  |
| | Jean Mattei                            | Divers droite (Gaulliste) | 1 456  | 3,67   |  |  |  |
| |                                        |                           |        |        |  |  |  |
| Inscrits | Inscrits                               | Inscrits                  | 62 848 | 100,00 |  |  |  |
| Abstentions | Abstentions                            | Abstentions               | 23 029 | 36,64  |  |  |  |
| Votants | Votants                                | Votants                   | 39 819 | 63,36  |  |  |  |
| Blancs et nuls | Blancs et nuls                         | Blancs et nuls            | 171    | 0,43   |  |  |  |
| Exprimés | Exprimés                               | Exprimés                  | 39 648 | 99,57  |  |  |  |
| Source : France, Ministère de l'intérieur. Les Elections législatives . Métropole., la Documentation française, 1963 (lire en ligne) |                                        |                           |        |        |  |  |  |

François Géronimi, docteur en médecine, maire de Calacuccia, était suppléant de Jean-Paul de Rocca Serra.

### Élections de mars 1967
|                | Jean-Paul de Rocca Serra sortant réélu | UD-Ve          | 23 037 | 52,55  |  |  |  |
|                | Paul Mondoloni                         | FGDS (SFIO)    | 13 299 | 30,34  |  |  |  |
|                | Michel Pierucci                        | CNIP (PDM)     | 3 897  | 8,89   |  |  |  |
|                | Paul Bungelmi                          | PCF            | 3 589  | 8,19   |  |  |  |
|                | M. Pardo                               | Modérés        | 18     | 0,04   |  |  |  |
|                |                                        |                |        |        |  |  |  |
| Inscrits       | Inscrits                               | Inscrits       | 63 518 | 100,00 |  |  |  |
| Abstentions    | Abstentions                            | Abstentions    | 19 383 | 30,52  |  |  |  |
| Votants        | Votants                                | Votants        | 44 135 | 69,48  |  |  |  |
| Blancs et nuls | Blancs et nuls                         | Blancs et nuls | 295    | 0,67   |  |  |  |
| Exprimés       | Exprimés                               | Exprimés       | 43 840 | 99,33  |  |  |  |

En raison d'irrégularités dans le vote par correspondance et d'un dépouillement tardif des votes à Porto-Vecchio, le Conseil constitutionnel annule le scrutin.
François Géronimi, docteur en médecine, maire de Calacuccia, était suppléant de Jean-Paul de Rocca Serra.

### Élections d'août 1967
Une élection partielle est organisée.
| | Jean-Paul de Rocca Serra sortant réélu | UDR            | 21 834 | 63,06  |  |  |  |
| | Paul Mondoloni                         | FGDS           | 14 122 | 4,08   |  |  |  |
| | Paul Bungelmi                          | PCF            | 3 779  | 1,09   |  |  |  |
| |                                        |                |        |        |  |  |  |
| Inscrits | Inscrits                               | Inscrits       | 51 619 | 100,00 |  |  |  |
| Abstentions | Abstentions                            | Abstentions    | 16 340 | 31,66  |  |  |  |
| Votants | Votants                                | Votants        | 35 279 | 68,34  |  |  |  |
| Blancs et nuls | Blancs et nuls                         | Blancs et nuls | 657    | 1,86   |  |  |  |
| Exprimés | Exprimés                               | Exprimés       | 34 622 | 98,14  |  |  |  |
| Source : France, Ministère de l'intérieur. Les Elections législatives . Métropole., la Documentation française, 1968 (lire en ligne) |                                        |                |        |        |  |  |  |

François Géronimi, docteur en médecine, maire de Calacuccia, était suppléant de Jean-Paul de Rocca Serra.

### Élections de 1968
|                | Jean-Paul de Rocca Serra sortant réélu | UDR (URP)      | 23 077 | 57,57  |  |  |  |
|                | Paul Mondoloni                         | FGDS (SFIO)    | 11 957 | 29,83  |  |  |  |
|                | Paul Bungelmi                          | PCF            | 3 751  | 9,36   |  |  |  |
|                | Paul-Antoine Luciani                   | CD (PDM)       | 1 289  | 3,22   |  |  |  |
|                | M. Luca                                | Extrême gauche | 11     | 0,03   |  |  |  |
|                |                                        |                |        |        |  |  |  |
| Inscrits       | Inscrits                               | Inscrits       | 65 524 | 100,00 |  |  |  |
| Abstentions    | Abstentions                            | Abstentions    | 25 227 | 38,5   |  |  |  |
| Votants        | Votants                                | Votants        | 40 297 | 61,5   |  |  |  |
| Blancs et nuls | Blancs et nuls                         | Blancs et nuls | 212    | 0,53   |  |  |  |
| Exprimés       | Exprimés                               | Exprimés       | 40 085 | 99,47  |  |  |  |

François Géronimi, docteur en médecine, maire de Calacuccia, était suppléant de Jean-Paul de Rocca Serra.

### Élections de 1973
|                | Jean-Paul de Rocca Serra sortant réélu | UDR (URP)      | 20 732 | 52,42  |  |  |  |
|                | Paul Mondoloni                         | PS (UGSD)      | 11 321 | 28,63  |  |  |  |
|                | Paul Bungelmi                          | PCF            | 4 363  | 11,03  |  |  |  |
|                | Jean Luciani                           | Divers droite  | 3 132  | 7,92   |  |  |  |
|                |                                        |                |        |        |  |  |  |
| Inscrits       | Inscrits                               | Inscrits       | 63 834 | 100,00 |  |  |  |
| Abstentions    | Abstentions                            | Abstentions    | 23 839 | 37,35  |  |  |  |
| Votants        | Votants                                | Votants        | 39 995 | 62,65  |  |  |  |
| Blancs et nuls | Blancs et nuls                         | Blancs et nuls | 447    | 1,12   |  |  |  |
| Exprimés       | Exprimés                               | Exprimés       | 39 548 | 98,88  |  |  |  |

François Géronimi, docteur en médecine, maire de Calacuccia, était suppléant de Jean-Paul de Rocca Serra.